# Буковац (Мионица)
Буковац је насеље у Србији у општини Мионица у Колубарском округу. Према попису из 2022. било је 127 становника.
Овде се налази Археолошки локалитет Илирско гробље у Буковачком пољу.

## Демографија
У насељу Буковац живи 161 пунолетни становник, а просечна старост становништва износи 42,1 година (41,0 код мушкараца и 43,5 код жена). У насељу има 57 домаћинстава, а просечан број чланова по домаћинству је 3,54.
Ово насеље је великим делом насељено Србима (према попису из 2002. године), а у последња три пописа, примећен је пад у броју становника.
|  |

| Демографија | Демографија | Демографија |
| Година      | Становника  | Становника  |
| ----------- | ----------- | ----------- |
| 1948.       | 336         |             |
| 1953.       | 327         |             |
| 1961.       | 335         |             |
| 1971.       | 292         |             |
| 1981.       | 264         |             |
| 1991.       | 225         | 225         |
| 2002.       | 202         | 203         |

| Етнички састав према попису из 2002.‍ | Етнички састав према попису из 2002.‍ | Етнички састав према попису из 2002.‍ | Етнички састав према попису из 2002.‍ | Етнички састав према попису из 2002.‍ |
| ------------------------------------ | ------------------------------------ | ------------------------------------ | ------------------------------------ | ------------------------------------ |
|                                      |                                      |                                      |                                      |                                      |
| Срби                                 | Срби                                 |                                      | 200                                  | 99,00%                               |
| непознато                            | непознато                            |                                      | 1                                    | 0,49%                                |

| Година пописа     | 1948. | 1953. | 1961. | 1971. | 1981. | 1991. | 2002. |
| ----------------- | ----- | ----- | ----- | ----- | ----- | ----- | ----- |
| Број домаћинстава | 59    | 56    | 68    | 69    | 71    | 63    | 57    |

| Број чланова      | 1  | 2  | 3 | 4 | 5 | 6 | 7 | 8 | 9 | 10 и више | Просек |
| ----------------- | -- | -- | - | - | - | - | - | - | - | --------- | ------ |
| Број домаћинстава | 12 | 10 | 8 | 8 | 8 | 4 | 6 | 1 | 0 | 0         | 3,54   |

| Пол    | Укупно | Неожењен/Неудата | Ожењен/Удата | Удовац/Удовица | Разведен/Разведена | Непознато |
| ------ | ------ | ---------------- | ------------ | -------------- | ------------------ | --------- |
| Мушки  | 93     | 28               | 52           | 11             | 2                  | 0         |
| Женски | 74     | 4                | 51           | 18             | 1                  | 0         |
| УКУПНО | 167    | 32               | 103          | 29             | 3                  | 0         |

| Пол    | Укупно                    | Пољопривреда, лов и шумарство | Рибарство                            | Вађење руде и камена | Прерађивачка индустрија       |
| ------ | ------------------------- | ----------------------------- | ------------------------------------ | -------------------- | ----------------------------- |
| Мушки  | 63                        | 54                            | 0                                    | 0                    | 2                             |
| Женски | 33                        | 30                            | 0                                    | 0                    | 0                             |
| УКУПНО | 96                        | 84                            | 0                                    | 0                    | 2                             |
| Пол    | Производња и снабдевање   | Грађевинарство                | Трговина                             | Хотели и ресторани   | Саобраћај, складиштење и везе |
| Мушки  | 2                         | 0                             | 2                                    | 0                    | 0                             |
| Женски | 0                         | 0                             | 1                                    | 0                    | 0                             |
| УКУПНО | 2                         | 0                             | 3                                    | 0                    | 0                             |
| Пол    | Финансијско посредовање   | Некретнине                    | Државна управа и одбрана             | Образовање           | Здравствени и социјални рад   |
| Мушки  | 0                         | 0                             | 0                                    | 2                    | 0                             |
| Женски | 0                         | 0                             | 1                                    | 1                    | 0                             |
| УКУПНО | 0                         | 0                             | 1                                    | 3                    | 0                             |
| Пол    | Остале услужне активности | Приватна домаћинства          | Екстериторијалне организације и тела | Непознато            | Непознато                     |
| Мушки  | 0                         | 0                             | 0                                    | 1                    | 1                             |
| Женски | 0                         | 0                             | 0                                    | 0                    | 0                             |
| УКУПНО | 0                         | 0                             | 0                                    | 1                    | 1                             |

## Галерија
- Буковац - панорама
- Буковац - школа
- Буковац - панорама
- Буковац - панорама
- Буковац - панорама
- Буковац - панорама
- Буковац - панорама